# フォッコ・タダマ
フォッコ・タダマ（Fokko Tadama、1871年5月16日 - 1937年5月25日）はオランダの画家である。アメリカに移住し、シアトルで美術学校を開き、何人かの日本人画家を教えた。

## 略歴

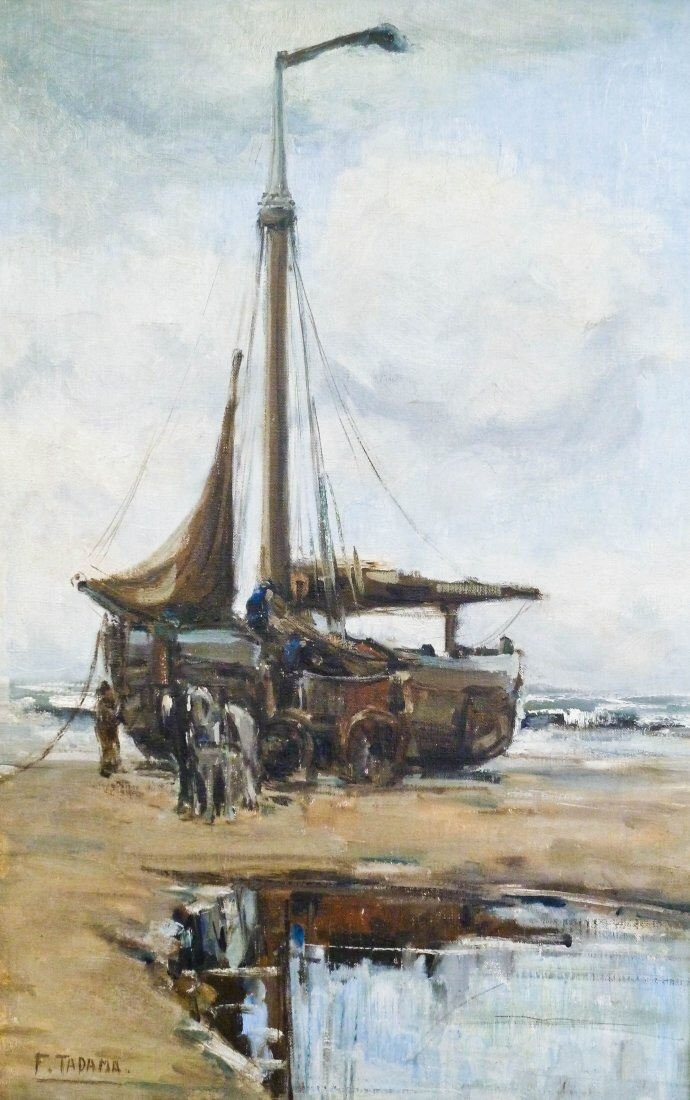
「岸の船」 (c.1900)

オランダの植民地であったスマトラ島のバンダ・アチェで生まれた。父親は植民監督官で母親はインドネシアの女性であった。父親がドイツの療養所で亡くなり孤児にになった後、オランダに引き取られ、オランダで風景画家のSieger Jan Baukema (1852-1936)から絵画を学び、アムステルダムの国立美術学校(Rijksakademie van beeldende kunsten)で学んだ。1895年に画家のタミネ・フローネフェルト(Thamine Tadama-Groeneveld)と結婚した。1897年から北ホラント州のエグモント・アーン・デン・フフに住み、アメリカ生まれの画家、ジョージ・ヒッチコックがエグモント・アーン・デン・ゼーで開いた美術学校で夫婦で学び 、海岸の風景などを描いた。
1898年にパリのフランス芸術家協会の展覧会に夫婦で出展したが、妻のタミネの作品は批評家に評価されたが、フォッコ・タダマの作品は評価されず、1900年から作品の制作を止め、ハンティングや犬の飼育をして暮らした。1907年にカトウェイク・アーン・ゼーに移った後、1910年にアメリカに移住し、大陸を横断しシアトルに住んだ。再び作品を描き始め、1913年にシアトルの図書館で最初の展覧会を開いた。翌年から美術学校を始め 、日本人のような綴りの姓の影響もあってか、日本からアメリカへ移民として渡ってきていた日本人を教えることになった。これらの画家の中には野村賢次郎、田中保、清水登之や写真家となった角南壮一らがいる。
画家や美術教師として、成功していたが、1930年代の世界恐慌によってシアトルの美術に対する需要は失われた。公共事業促進局を通じて、壁画の仕事などをしたが、健康を害したこともあって、1937年に自殺した。

## 作品

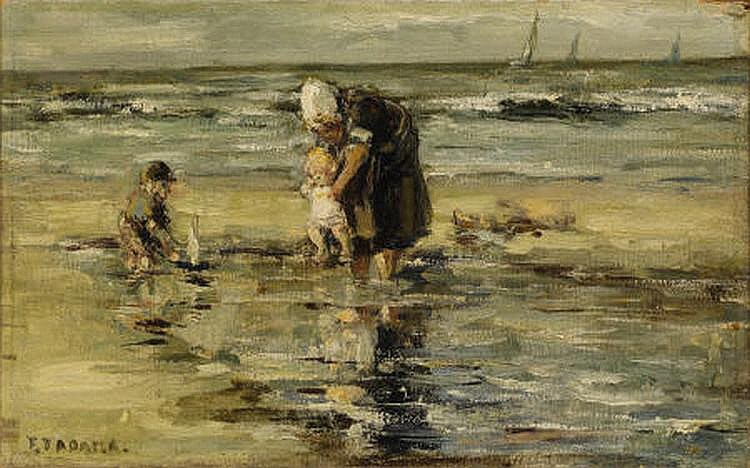
「海岸の母子」(1900)
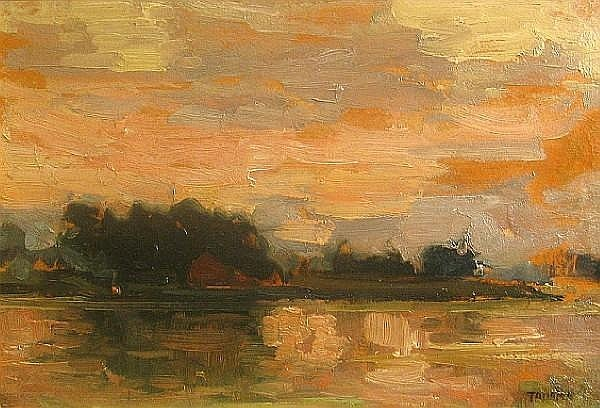
「水辺の夕暮れ」(c.1910)
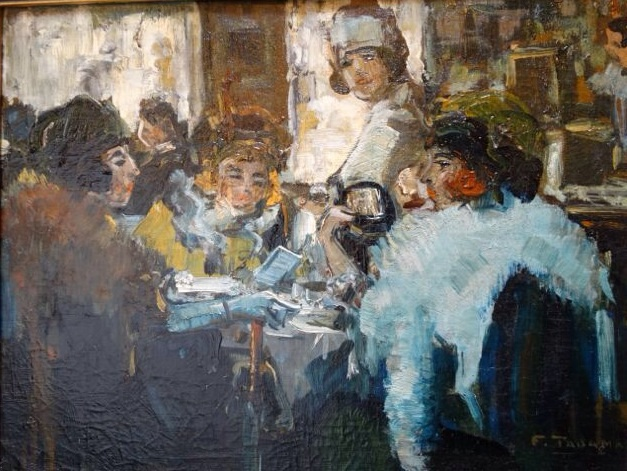
「昼食をとる婦人たち」(c.1920)